# Max Pregler
Max Pregler (* 11. März 1994) ist ein ehemaliger deutscher Handballspieler. Mittlerweile ist er als Handballtrainer tätig.

## Karriere
Der 1,95 m große Rückraumspieler begann in seiner Jugend mit dem Handball bei der MT Melsungen. Nach einem zwischenzeitlichen Wechsel zur HSG Baunatal, spielte er ab 2012 bei der MT Melsungen. In Melsungen spielte Pregler vorrangig in der 2. Mannschaft und er wurde sporadisch in der Bundesligamannschaft eingesetzt. 2013 schloss er sich dem Oberligisten ESG Gensungen/Felsberg an. Nach der Saison 2016/2017 wechselte Pregler zur zweiten Mannschaft seines Heimatvereins MT Melsungen (damals Landesliga Nord).
2020 musste er seine Karriere aufgrund einer Hüftverletzung pausieren. 2022 konnte er sein Comeback für die Oberliga-Mannschaft geben. Nachdem Pregler im Sommer 2023 einen Achillessehnenriss erlitten hatte, beendete er seine aktive Karriere.
Ab 2019 war er zudem Co-Trainer der männlichen B-Jugend der MT Melsungen, mit der er im selben Jahr die Deutsche Meisterschaft errang. Im Sommer 2024 trat er das Traineramt beim Drittligisten GSV Eintracht Baunatal an. Zur Saison 2025/26 wird er die B-Jugend des MT Melsungen übernehmen.

## Privat
Im Jahre 2012 absolvierte er sein Fachabitur und begann anschließend eine Ausbildung zum Groß- und Außenhandelskaufmann.
Sein Bruder Ole Pregler ist ebenfalls Handballspieler.